# Arci Dama Scacchi
Arci Dama Scacchi, diretto da Sebastiano Izzo, era il mensile dell'omonima associazione e fu la prosecuzione di Arci Dama.
Il primo numero uscì nel gennaio 1976 e uscì regolarmente fino a dicembre 1979. Da gennaio 1980 assunse il titolo di Contromossa e proseguì le pubblicazioni fino al 1986.